# Kalama (djur)
Kalama är ett släkte av insekter. Kalama ingår i familjen nätskinnbaggar. Släktet innehåller bara arten Kalama tricornis.